# Potenziale Galvani
In elettrochimica, il potenziale Galvani (o potenziale interno) indica la differenza di potenziale elettrico tra due punti posizionati all'interno del bulk di due fasi. Tali fasi possono essere costituite da due solidi differenti (ad esempio due metalli posti a contatto) oppure un solido e un liquido (ad esempio un elettrodo metallico immerso in una soluzione elettrolitica).
Sebbene sia spesso chiamato "potenziale Galvani", in realtà si tratta di una differenza di potenziale, per cui si parla più propriamente di differenza di potenziale Galvani (o differenza di potenziale interno).
In genere la differenza di potenziale Galvani può essere misurata solo per due fasi che abbiano la stessa composizione chimica.

## Contributi del potenziale Galvani
Il potenziale Galvani, indicato con φ, può essere scomposto in due contributi:
φ = χ + ψ
essendo:
- χ il potenziale superficiale
- ψ il potenziale Volta (o "potenziale esterno").

Il potenziale di Volta, misurabile direttamente, tiene conto delle forze coulombiane a lungo raggio, mentre il potenziale di superficie, non misurabile direttamente, tiene conto degli effetti a corto raggio dei ioni adsorbiti e delle molecole di solvente orientate, cioè della presenza del doppio strato elettrico che si forma all'interfase.
Dalla impossibilità di misurare il potenziale superficiale (e quindi il potenziale Galvani) deriva la necessità di impiegare un elettrodo di riferimento durante le misurazioni del potenziale di elettrodo.

## Potenziale Galvani tra due metalli
Quando due metalli sono elettricamente isolati l'uno dall'altro, tra di loro può esistere qualunque valore arbitrario di differenza di potenziale. Se invece tali metalli sono messi in contatto elettrico, gli elettroni che sono presenti nel metallo avente un lavoro di estrazione minore si spostano verso il metallo avente un lavoro di estrazione maggiore, finché i potenziali elettrochimici degli elettroni presenti nel bulk delle due fasi non si eguagliano, per cui:
{\displaystyle {\overline {\mu }}_{j}^{(1)}={\overline {\mu }}_{j}^{(2)}}
in cui:
- {\displaystyle {\overline {\mu }}} è il potenziale elettrochimico
- il pedice j indica le specie che sono responsabili del trasporto di carica nel sistema (nel caso in questione tali specie sono gli elettroni)
- gli apici (1) e (2) indicano rispettivamente la fase 1 e la fase 2.

Il potenziale elettrochimico può essere esplicitato come somma del potenziale chimico e del potenziale Galvani:
{\displaystyle {\overline {\mu }}_{j}=\mu _{j}+z_{j}e\phi }
in cui:
- μ è il potenziale chimico
- z è il numero di cariche trasportate dalla specie trasportatrice di carica; tale valore è unitario nel caso degli elettroni (in quanto ogni elettrone è assimilabile ad una sola carica negativa)
- e è la carica elementare
- {\displaystyle \phi } è il potenziale Galvani.

Sostituendo la seconda equazione nella prima, risulta:
{\displaystyle \phi ^{(2)}-\phi ^{(1)}={\frac {\mu _{j}^{(1)}-\mu _{j}^{(2)}}{z_{j}e}}}
Il numero di elettroni che passano da un metallo ad un altro è piccolo, per cui i livelli di Fermi variano in maniera trascurabile.